# Aranaz
Aranaz (em castelhano) ou Arantza (em basco) é um município da Espanha na província e comunidade autónoma de Navarra. Tem 31,71 km² de área e em 2021 tinha 606 habitantes (densidade: 19,1 hab./km²).

## Demografia
| Variação demográfica do município entre 1991 e 2004 | Variação demográfica do município entre 1991 e 2004 | Variação demográfica do município entre 1991 e 2004 | Variação demográfica do município entre 1991 e 2004 |
| --------------------------------------------------- | --------------------------------------------------- | --------------------------------------------------- | --------------------------------------------------- |
| 1991                                                | 1996                                                | 2001                                                | 2004                                                |
| 722                                                 | 714                                                 | 658                                                 | 584                                                 |